# Ovrlja
 Ovo je glavno značenje pojma Ovrlja. Za potok u naselju, pritok Rude pogledajte Ovrlja (Ruda).
Ovrlja je naselje u općini Otok, u Splitsko-dalmatinskoj županiji.

## Zemljopis
Naselje se proteže duž županijske ceste Otok-Ruda (od 1. – 2.km), a podno potkamešničkog poda jugoistočno od Otoka. Ispod samog naselja protječe potok Ovrlja koja na krajnjem jugu s desne strane utječe u rijeku Rudu.

## Stanovništvo
| broj stanovnika | 151   |       |       | 246   | 259   | 136   |       | 205   | 221   | 215   | 226   | 199   | 238   | 222   | 214   | 190   | 173   |
|                 | 1857. | 1869. | 1880. | 1890. | 1900. | 1910. | 1921. | 1931. | 1948. | 1953. | 1961. | 1971. | 1981. | 1991. | 2001. | 2011. | 2021. |

## Vanjske poveznice
|  | Zajednički poslužitelj ima još gradiva o temi Ovrlja |